# Blandouet
Blandouet – miejscowość i dawna gmina we Francji, w regionie Kraj Loary, w departamencie Mayenne. W 2013 roku populacja gminy wynosiła 193 mieszkańców. 
W dniu 1 stycznia 2017 roku z połączenia dwóch ówczesnych gmin – Blandouet oraz Saint-Jean-sur-Erve – utworzono nową gminę Blandouet-Saint-Jean. Siedzibą gminy została miejscowość Saint-Jean-sur-Erve. 